# Ibraguim Labazánov
Ibraguim Labazánov –en ruso, Ибрагим Лабазанов– (15 de septiembre de 1987) es un deportista ruso que compite en lucha grecorromana. Ganó una medalla de plata en el Campeonato Europeo de Lucha de 2020, en la categoría de 63 kg.

## Palmarés internacional
| Campeonato Europeo | Campeonato Europeo | Campeonato Europeo | Campeonato Europeo |
| Año                | Lugar              | Medalla            | Categoría          |
| ------------------ | ------------------ | ------------------ | ------------------ |
| 2020               | Roma (Italia)      | Medalla de plata   | 63 kg              |